# Jeunesse sportive de Kinshasa
La Jeunesse sportive de Kinshasa est un club omnisports congolais basé à Kinshasa.

## Histoire

### Football
La JSK fait sa première montée en Ligue 1 grâce à leur sacre en Ligue 2 en 2019-2020 et se fixe pour objectif de se maintenir pour la saison qui suit.
En 2023, Vidiye Tshimanga rachète la place en première division de la JSK pour créer le FC Les Aigles du Congo.

### Handball
En octobre 2023, l'équipe de handball de la JSK atteint la finale de la Ligue des champions africaine.

## Personnalités du club

### Football

#### Personnalités
- Président :  Vidiye Tshimanga
- Tuteur :  Adonis Ngambani

#### Staff technique
- Entraîneur :   Jean Claud Makanda
- Adjoint :  Didier Biola
- Préparateur physique :  Timothée Diongo

#### Effectif actuel
| N° | Nat.                                           | Poste | Nom du joueur            |
| -- | ---------------------------------------------- | ----- | ------------------------ |
| 1  | Drapeau de la république démocratique du Congo | G     | Bitutala Wandiya         |
| 2  | Drapeau de la république démocratique du Congo | M     | Shila Bival Kombi        |
| 3  | Drapeau de la république démocratique du Congo | M     | Carno Biemesi Ngeyikwela |
| 5  | Drapeau de la république démocratique du Congo | D     | Nolly Naniyula           |
| 7  | Drapeau de la république démocratique du Congo | M     | Guysha Bakajika          |
| 8  | Drapeau de la république démocratique du Congo | M     | Nikola Mbala             |
| 9  | Drapeau de la république démocratique du Congo | M     | Akram Bongongo           |
| 10 | Drapeau de la république démocratique du Congo | D     | Tshushick Ntela          |
| 11 | Drapeau de la république démocratique du Congo | A     | Jean Baleke              |
| 12 | Drapeau de la république démocratique du Congo | D     | Taty Ilonga Ilifo        |
| 15 | Drapeau de la république démocratique du Congo | D     | Diego Masona             |

| No. | Nat.                                           | Position | Nom du joueur           |
| --- | ---------------------------------------------- | -------- | ----------------------- |
| 17  | Drapeau de la république démocratique du Congo | D        | Merveille Wana Kimpiabi |
| 18  | Drapeau de la république démocratique du Congo | D        | Heltone Kayembe         |
| 19  | Drapeau de la république démocratique du Congo | M        | Israel Mudiayi Ekofo    |
| 20  | Drapeau de la république démocratique du Congo | A        | Nego Mambu              |
| 21  | Drapeau de la république démocratique du Congo | A        | Gosha Mfumukani         |
| 22  | Drapeau de la république démocratique du Congo | D        | Merveille Wawa          |
| 23  | Drapeau de la république démocratique du Congo | A        | Rabby Pakoma            |
| 24  | Drapeau de la république démocratique du Congo | A        | Carno Ngeyikwela        |
| 30  | Drapeau de la république démocratique du Congo | G        | Brudel Eponge           |

#### Entraîneurs
- 2017-2018 :  Papy Kimoto
- 2018-2020 :  Zico Kiadivula Kolay
- 2020-2021 : Jean Claud Makanda [5],[6]
- 2021-2022 :  Djene Ntumba[7]
- 2022-2023 :  Guillaume Ilunga [7]

## Palmarès

### Football
- EPFKIN
  - Champion : 2018

- Supercoupe de Kinshasa
  - Vainqueur : 2018

- Ligue 2
  - Champion : 2020

### Handball
Compétitions nationales
- Coupe de RDC[8]
  - Vainqueur : 2010, 2011, 2012, 2013, 2014, 2015, 2016, 2017, 2018, 2019 et 2021[9]

Compétitions internationales
- Finaliste de la Ligue des champions en 2023
- 4e de la Ligue des champions en 2018 et 2019
- 4e de la Coupe des vainqueurs de coupe en 2018 (en) et 2021 (en)